# Smilax spruceana
Smilax spruceana är en enhjärtbladig växtart som beskrevs av A.Dc. Smilax spruceana ingår i släktet Smilax och familjen Smilacaceae. Inga underarter finns listade.